# Дзьоецу (Ніїґата)
37°08′52.25″ пн. ш. 138°14′09.93″ сх. д. / 37.1478472° пн. ш. 138.2360917° сх. д.

Дзьо́ецу (яп. 上越市, じょうえつし, МФА: [d͡ʑoːet͡su̥ ɕi])— місто в Японії, в префектурі Ніїґата.

## Короткі відомості
Розташоване в південно-західній частині префектури, на березі Японського моря. Входить до списку особливих міст Японії. Виникло на основі стародавнього адміністративного центру провінції Етіґо. У XVI столітті було головним призамковим містечком самурайського полководця Уесуґі Кенсіна, господаря замку Касуґаяма. Протягом періоду Едо розвинулося у призамкове містечко Такада роду Мацудайра й портове містечко Наоецу. Засноване 29 квітня 1974 року шляхом злиття Такади й Наоецу. Основою економіки є рибальство, харчова промисловість, автомобілебудування, виробництво електротоварів, комерція. В місті розташований найстаріший японський лижний курорт на горі Каная. Станом на 1 квітня 2009 площа міста становила 973,54 км². Станом на 1 червня 2011 населення міста становило 202 732 осіб.

## Освіта
- Дзьоецуський педагогічний університет